# Синагога Главная (Минск)
Синагога Главная — синагога, которая находится в Минске по адресу ул. Даумана, 13б. Является главной синагогой еврейской общины Минска.

## История
Синагога была построена в 1913 году по инициативе ортодоксальных евреев. В 1994 к этой еврейской общине вернулся главный раввин Беларуси, который живёт здесь.